# Kienesa w Charkowie

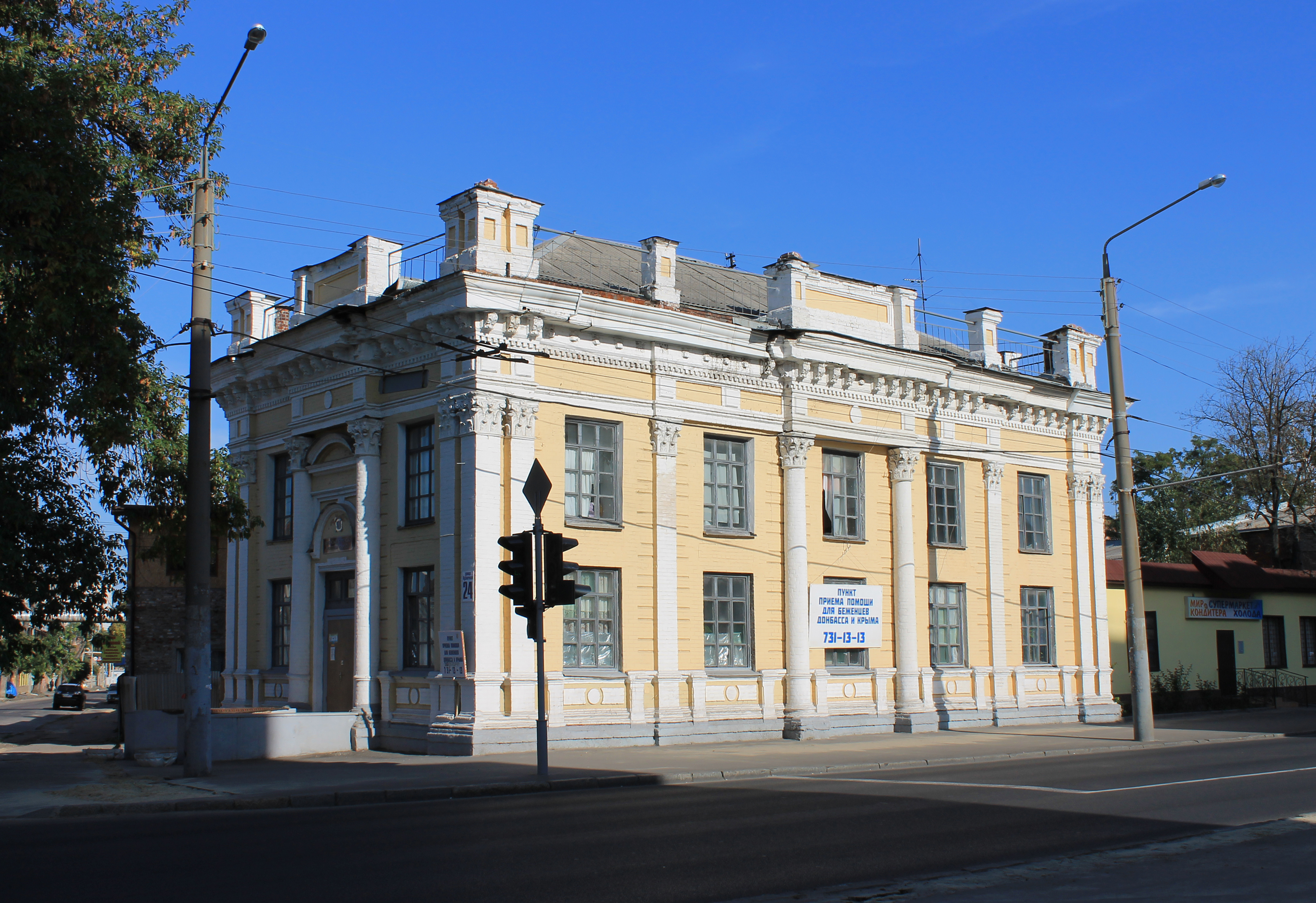
Kienesa w Charkowie

Kienesa w Charkowie (ros. Харьковская кенасса / Charkowskaja kienassa) – kienesa karaimska znajdująca się w Charkowie, na rogu ulic Jana Gamarnika i Kuzniecznoj.
Kienesa została zbudowana w latach 1891–1893 według projektu W. S. Pokrowskiego. Do czasu jej wzniesienia dom modlitewny karaimów znajdował się w wynajmowanym pomieszczeniu. W czasach sowieckich kienesa została znacjonalizowana - umieszczono w niej urząd zajmujący się transportem. Po 1991 roku zwrócono ją wspólnocie religijnej. Pełni obecnie funkcję karaimskiego domu modlitwy.